# نجيل أثيوبي
نجيل أثيوبي (الاسم العلمي:Cynodon aethiopicus) هو نوع من النباتات يتبع جنس النجيل من الفصيلة النجيلية.